# The Constant (I Blame Coco)
| Recensione | Giudizio |
| ---------- | -------- |
| AllMusic   | [ 1 ]    |

The Constant è l'album di debutto del gruppo musicale britannico I Blame Coco, pubblicato nel 2010 dall'etichetta discografica Island Records.

## Tracce
Album
1. Self Machine – 3:49
2. In Spirit Golden – 3:28
3. Quicker – 3:02
4. Turn Your Back on Love – 3:23
5. Please Rewind – 3:22
6. Summer Rain – 3:52
7. Playwrite Fate – 3:10
8. The Constant – 3:32
9. Party Bag – 3:35
10. No Smile – 3:16
11. Caesar (feat. Robyn) – 3:38
12. Only Love Can Break Your Heart – 3:05
13. It's About to Get Worse – 4:18

Durata totale: 45:30
Download digitale
1. Self Machine – 3:49
2. In Spirit Golden – 3:28
3. Quicker – 3:02
4. Turn Your Back on Love – 3:23
5. Please Rewind – 3:22
6. Summer Rain – 3:52
7. Playwrite Fate – 3:10
8. The Constant – 3:32
9. Party Bag – 3:35
10. No Smile – 3:16
11. Caesar (feat. Robyn) – 3:38
12. Only Love Can Break Your Heart – 3:05
13. It's About to Get Worse – 4:18
14. Atlantis Found (iTunes bonus track) – 3:54

Durata totale: 49:24